# Kardiogramma
Pour plus de détails, voir Fiche technique et Distribution.
Kardiogramma (Кардиограмма) est un film kazakh réalisé par Darezhan Omirbaev, sorti en 1995.
Il est sélectionné en compétition officielle à la Mostra de Venise 1995.

## Synopsis
Jasulan, 12 ans, est emmené par sa mère dans un hôpital à Almaty pour être soigné.

## Fiche technique
- Titre original : Кардиограмма
- Titre français : Kardiogramma
- Réalisation et scénario : Darezhan Omirbaev
- Pays d'origine : Kazakhstan
- Format : Couleurs - 35 mm
- Genre : drame
- Durée : 75 minutes
- Dates de sortie :
  -  Italie : 7 septembre 1995 (Mostra de Venise 1995)
  -  France : 5 mars 1997

## Distribution
- Zhasulan Asauov : Jasulan
- Gulnara Dusmatova : l'infirmière Gula
- Ilyas Kalymbetov : Ilyas
- Saule Toktybayeva : Saule

## Distinction
- Festival des 3 Continents 1995 : prix spécial du jury